# Le Petit Dinosaure : L'Île mystérieuse
Pour les articles homonymes, voir Le Petit Dinosaure.
Série
Voyage au pays des brumes
(1996) La Légende du mont Saurus
(1998)
Pour plus de détails, voir Fiche technique et Distribution.
Le Petit Dinosaure 5 : L'Île Mystérieuse ou Petit Pied, le dinosaure 5 : L'île mystérieuse au Québec (The Land Before Time V: The Mysterious Island) est un film d'animation américain réalisé par Charles Grosvenor et sorti directement en vidéo en 1997. C'est le cinquième film de la saga Le Petit Dinosaure.

## Synopsis
Un jour un essaim de « mangeurs de feuilles » dévaste la Grande Vallée et dévore tous les plantes à leur portée. Les paysages luxuriants laissent place à une terre stérile et vide. Les troupeaux de la Grande Vallée doivent trouver un nouveau territoire jusqu'à ce que le printemps revienne. Mais quand une querelle entre adultes menace de les séparer, Petit-Pied et ses amis, Céra, Pointu, Becky et Pétrie décident de s'en aller.
Leurs recherches vont les pousser à traverser la Grande Eau, où vivent et nagent d'étranges créatures, jusqu'aux rivages d'une île mystérieuse où ils retrouvent Gobeur, le jeune Dent-Tranchantes que Petit-Pied et ses amis ont sauvé des mangeurs d'œuf durant le second film et de plus Gobeur comprend leur langage.

## Fiche technique
- Titre original : The Land Before Time V : The Mysterious Island
- Titre français : Le Petit Dinosaure 5 : L'ile Mystérieuse
- Titre québécois : Petit-Pied, le dinosaure 5 : L'ile Mystérieuse
- Réalisateur : Charles Grosvenor
- Scénario : John Loy
- Montage : Jay Bixsen
- Musique : Michael Tavera et James Horner
- Production : Charles Grosvenor
- Animation : Nelson Shin
- Sociétés de production : Universal Studio Homes Video et Universal Cartoon Studios
- Pays d'origine : États-Unis
- Format : Couleurs - 1,33:1 - Dolby Digital
- Genre : Animation
- Durée : 74 minutes
- Dates de sortie : États-Unis : 9 décembre 1997 ;  France : 5 février 1998
- Directeur artistique : Eric Legrand
- Adaptation des dialogues : Sylvie Caurier
- Directeur musicale : Claude Lombard

## Distribution

### Voix originales
- Brandon Lacroix : Petit-Pied
- Anndi McAfee : Céra
- Aria Curzon : Becky
- Jeff Bennett : Petrie, Mr Clubtail
- Rob Paulsen : Pointu
- Cannon Young : Chomper
- Kenneth Mars : Grand-Père
- Miriam Flynn : Grand-Mère
- Tress MacNeille : Mère de Becky, Mère de Petrie
- Christina Pickles : Elsie
- John Ingle : Narrateur, Père de Céra

### Voix françaises
- Donald Reignoux : Petit-Pied
- Jennifer Oliver : Céra
- Charlyne Pestel : Becky
- Roger Carel : Pétrie / Pointu
- Julien Bouanich : Gobeur
- Georges Berthomieu : Grand-père
- Martine Messager : Grand-mère
- Sylvain Lemarié : le père de Céra
- Danièle Hazan : la mère de Pétrie / la mère de Becky / Elsie
- Saïd Amadis : le narrateur